# Aisu Ikosai
Aisu Ikôsai (Ikô) Hiuga-no-kami Hisatada 愛洲移香斎（惟孝）日向守久忠 (1452? - 1538) foi um dos primeiros espadachins especializados que se tem notícia.
A família Aisu era bastante poderosa regionalmente, dedicando-se ao comércio e pirataria. Acredita-se que esse intercâmbio permitiu a Ikôsai ter acesso a diversos ensinamentos relativos ao kenjutsu, bem como o seu uso prático.
Diz-se que aos 36 anos, ele meditou na gruta de Hiuga 日向 e recebeu um pergaminho divino onde as técnicas eram demonstradas por macacos. Sabe-se hoje que os pergaminhos originais não mostravam macacos, mas sim figuras humanas. Este foi o surgimento do kage-no-nagare, um dos primeiros estilos de kenjutsu que se tem notícia.